# Fusolatirus paetelianus
Fusolatirus paetelianus is een slakkensoort uit de familie van de Fasciolariidae. De wetenschappelijke naam van de soort is, als Turbinella paeteliana, voor het eerst geldig gepubliceerd in 1874 door Küster & Kobelt.